# Jeenyo United Football Club
Il Jeenyo United Football Club (talvolta denominata anche LLPP Jeenyo come riferimento alla denominazione utilizzata in passato) è una società calcistica somala con sede a Mogadiscio.

## Storia
Il club era inizialmente noto con i nomi di LLPP Jeenyo o Lavori Pubblici, in quanto sezione calcistica del circolo sportivo affiliato al Ministero dei lavori pubblici somalo. Negli anni immediatamente successivi all'istituzione della massima competizione calcistica nazionale, avvenuta nel 1967, il Lavori Pubblici si accreditò fra le principali squadre della manifestazione vincendo tre edizioni consecutive del torneo (1969, 1970 e 1971) e rappresentando la Somalia nelle successive edizioni della Coppa dei Campioni d'Africa.
Dopo aver vinto la prima edizione della Coppa di Somalia tenutasi nel 1977, fra il 1980 e il 1981 il Lavori Pubblici ritornò in auge, centrando l'accoppiata campionato-coppa nazionale. Negli anni successivi la squadra inizierà un calo progressivo del proprio rendimento, sino alla chiusura avvenuta nel 1990 a causa della sopraggiunta guerra civile. 
Il club venne rifondato nel marzo 2012 con il nome di Jeenyo United ed iscritto alla massima serie somala, dove concluderà la sua prima stagione al terzo posto, replicando poi tale risultato nelle successive due edizioni. In questo periodo la squadra ebbe modo di imporsi due volte in coppa nazionale, vincendo le edizioni 2013-14 e 2015-16. Seguì un periodo di declino delle prestazioni, culminato con l'ultimo posto nella stagione 2019 e la conseguente retrocessione di categoria..

## Colori e simboli

### Colori
Sino alla chiusura avvenuta in seguito alla guerra civile, il club utilizzava il rosso e il blu come colori sociali, spesso accompagnati da inserti bianchi sulle divise. In concomitanza della rifondazione della squadra, verranno adottati per un breve periodo il giallo e l'arancione, per poi tornare al rosso e all'azzurro.

### Simboli ufficiali

#### Stemma
Il simbolo della squadra è il risultato dell'incrocio di tre omini stilizzati di colore rosso (ad esclusione di quello in cima, di colore blu). Nello spazio lasciato vuoto vi è un pallone, mentre nella parte bassa si trova il disegno di un nastro blu, con l'iscrizione FC Jeenyo United, di colore bianco.

## Palmarès

### Competizioni nazionali
- Somalia League: 4

1969, 1970, 1971, 1980-1981
- Coppa di Somalia: 4

1977, 1980, 2014, 2016

### Altri piazzamenti
- Somalia League:

Terzo posto: 2013-2014, 2014-2015, 2015-2016